# 연기군 (1948년 선거구)
연기군은 대한민국의 옛 국회의원 선거구이다. 당시 충청남도 연기군 전 지역을 관할했다.

## 역사
제헌 국회의원 선거를 앞두고 연기군 전 지역을 관할하는 선거구로 신설되었다.
제6대 국회의원 선거를 앞두고 대덕군 선거구와 합쳐져 대덕군·연기군 선거구를 이루게 되면서 폐지되었다.

## 역대 국회의원
| 선거   | 정당 | 정당               | 의원   |
| ------ | ---- | ------------------ | ------ |
| 1948년 |      | 대한독립촉성국민회 | 진헌식 |
| 1950년 |      | 무소속             | 이긍종 |
| 1952년 |      | 무소속             | 이범승 |
| 1954년 |      | 자유당             | 류지원 |
| 1958년 |      | 자유당             | 류지원 |
| 1960년 |      | 민주당             | 성태경 |

## 역대 선거 결과

### 대한민국 제헌 국회의원 선거
|  | 25.11% |

|  | 15.08% |

|  | 13.89% |

|  | 13.75% |

|  | 11.42% |

|  | 9.24% |

|  | 6.14% |

|  | 5.33% |

### 대한민국 제2대 국회의원 선거
|  | 26.51% |

|  | 18.24% |

|  | 8.79% |

|  | 8.35% |

|  | 8.13% |

|  | 7.25% |

|  | 6.95% |

|  | 6.63% |

|  | 4.71% |

|  | 4.39% |

### 1952년 대한민국 재보궐선거
이긍종 의원의 사망으로 인해 치러진 1952년 대한민국 재보궐선거 무소속 이범승 후보가 당선되었다.

### 대한민국 제3대 국회의원 선거
|  | 29.11% |

|  | 21.62% |

|  | 20.29% |

|  | 13.81% |

|  | 11.04% |

|  | 2.30% |

|  | 1.80% |

### 대한민국 제4대 국회의원 선거
|  | 41.95% |

|  | 34.94% |

|  | 7.99% |

|  | 7.17% |

|  | 5.77% |

|  | 2.15% |

### 대한민국 제5대 국회의원 선거
|  | 59.63% |

|  | 17.58% |

|  | 14.85% |

|  | 7.92% |